# آل باحسن (غيل بن يمين)

تعديل مصدري - تعديل

ال باحسن هي إحدى قرى عزلة غيل بن يمين بمديرية غيل بن يمين التابعة لمحافظة حضرموت، بلغ تعداد سكانها 180 نسمة حسب تعداد اليمن لعام 2004.